# Palliduphantes labilis
Palliduphantes labilis là một loài nhện trong họ Linyphiidae.
Loài này thuộc chi Palliduphantes. Palliduphantes labilis được Eugène Simon miêu tả năm 1913.